# Zodarion pusio
Zodarion pusio är en spindelart som beskrevs av Simon 1914. Zodarion pusio ingår i släktet Zodarion och familjen Zodariidae. Inga underarter finns listade i Catalogue of Life.